# Битва экстрасенсов
«Би́тва экстрасе́нсов» (с 23-го сезона — «Но́вая битва экстрасенсов») — российское телешоу на ТНТ, участники которого изображают обладание сверхспособностями.
Шоу снято в формате британской передачи Britain’s Psychic Challenge. Подобные программы показываются в США (America’s Psychic Challenge), Израиле (Реалити «Коах» — «Сила») и других странах.
Первый сезон вышел в эфир 25 февраля 2007 года. Самым рейтинговым с момента запуска передачи до дня эфира стал вышедший 24 ноября 2013 года выпуск в ходе трансляции 14 сезона телепрограммы, который был посвящён гибели Владислава Листьева (доля 33,4 %).
Шоу критикуется за постановочный и антинаучный характер, а его участники часто обвиняются в шарлатанстве. Все попытки отдельных участников шоу пройти независимые испытания провалились.

## Формат
Кастинг участников телешоу состоит из трёх основных этапов — испытания «Ширма», «Багажник» и третье — «Мистер Х». Отбор участников телешоу проводится на основании имитации проверки их возможностей: претендентам предлагается ответить, что скрывается за непроницаемой ширмой (в «Новой битве экстрасенсов» — белым кубом). По результатам этого теста выбирают 30—40 участников, якобы «увидевших» предмет и показавших наилучший результат. Они должны артистически изобразить экстрасенсорный поиск человека в одном из 30 объектов (автомобилей, шкафов, сундуков и т. д.). В каждом сезоне шоу «Битва экстрасенсов» («Новая битва экстрасенсов») есть испытание с «Мистером Х». В гости приглашается звезда, которую под маской никто не видит, чтобы избежать подсказок и слива информации. Затем участнику проекта надевают на глаза чёрную непроницаемую повязку, и тот должен максимально подробно описать того, кто сидит перед ним в кресле. Порой экстрасенсы даже ошибаются и с полом и с возрастом гостя, но иногда их сведения настолько точны, что это поражает и зрителей, и сотрудников съёмочной команды. В сезонах шоу «Мистерами Х» были: Никас Сафронов (1 сезон), Катя Лель (2 сезон), Михаил Шуфутинский (3 сезон), Александр Панкратов-Чёрный (5 сезон), Ирина Понаровская (6 сезон), Михаил Пореченков (7 сезон), Алёна Водонаева (8 сезон), Михаил Кокшенов (13 сезон), Кирилл Толмацкий (14 сезон), Натали (15 сезон), Екатерина Скулкина (16 сезон), Настасья Самбурская (17 сезон), Юлия Самойлова (18 сезон), Дана Борисова (19 сезон), Анастасия Волочкова (20 сезон), Ольга Бузова (21 сезон), Клава Кока (22 сезон), Дима Билан (24 сезон).
Участниками «Битвы» становятся 8—13 «экстрасенсов» из числа тех, кто лучше других «справился» с заданиями отборочных испытаний.
Каждая серия состоит из нескольких заданий. В первых сезонах, как правило, первое задание было связано с поиском человека с определёнными параметрами среди нескольких людей, этим параметрам не соответствующих. Так, «экстрасенсам» было предложено показать, кто из сидящих перед ними мужчин служил в армии, отбывал наказание в местах заключения, не имеет собственного жилья и т. п. Второе задание было связано с местом, на которое привозят «экстрасенсов» и о котором они должны были рассказать всё, что смогли почувствовать. Третье задание считалось[кем?] самым сложным, оно было связано с конкретной трагедией конкретных людей, обратившихся за помощью в программу. Участников просили рассказать о близких тех, кто просит о помощи, об их сегодняшнем местонахождении, причинах смерти, об определённых подробностях гибели или исчезновения. В последних сезонах в разных сериях задания выстраиваются по-разному, но преобладают сложные задания, связанными с трагедиями людей.

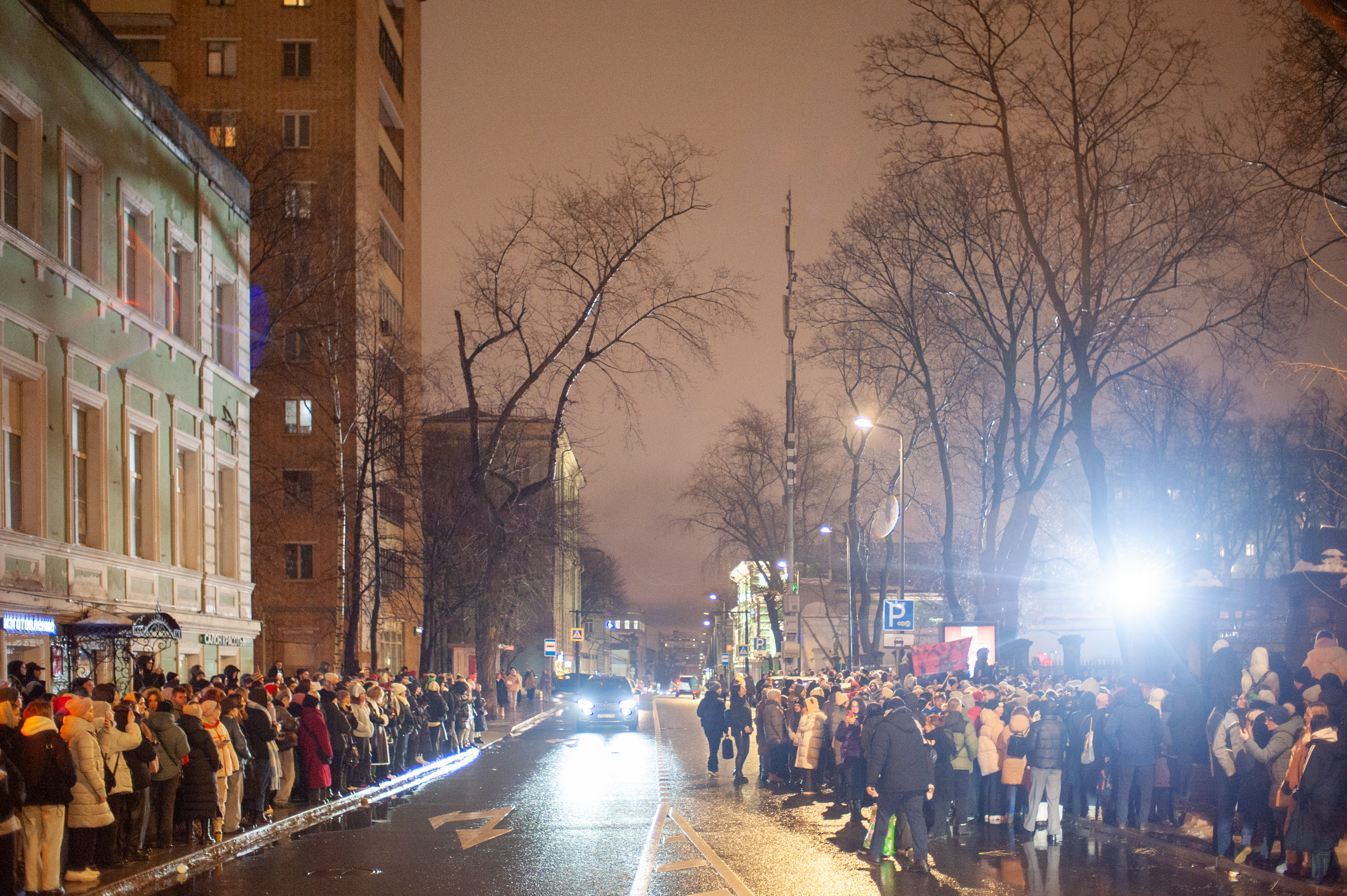
Фанаты телешоу у особняка Стахеева, где идут съёмки (декабрь 2023 года)

Соведущими и участниками испытаний являются «скептики» — иллюзионисты братья Сафроновы и психиатр-криминалист Михаил Виноградов (умер в 2021 году), более 40 лет изучавший людей с так называемыми паранормальными способностями (некоторые «экстрасенсы» работают в его центре), с 9-го сезона проекта ведущим ряда заданий является также психолог Александр Макаров. Помимо этого программу помогают вести известные телеведущие и звёзды шоу-бизнеса, среди которых Валерия Кудрявцева, Ксения Бородина, Вера Сотникова, Ксения Новикова, Елена Валюшкина, Юлия Силаева (18-й сезон, 5-й выпуск), Денис Косяков (15-й сезон, 2-й выпуск), Ольга Орлова (16-й сезон, 8-й выпуск). В то время как ведущий находится во время испытания рядом с «экстрасенсами», за мониторами в соседнем помещении или на некотором расстоянии от места проведения испытания находятся «скептики» или кто-то из родственников людей, чья ситуация в данный момент является предметом рассмотрения.
После окончания всех испытаний серии созывается Совет Жюри, состоящий из ведущих или участников испытаний, а также ведущего телепрограммы. Жюри обсуждает то, как «экстрасенсы» справились со своими заданиями, и принимает решение о том, кто из участников стал лучшим, а кто — худшим на этой неделе. Участник, показавший, по мнению Жюри, наихудшие результаты на этой неделе, выбывает из участия в данном сезоне Битвы. В случае, если Совет Жюри не может прийти к единому мнению, то все участники переходят в следующий тур, включая и финал, но это скорее исключение из правил. В большинстве случаев правила являются условностью, от них часто отступают.
В «Новой Битве Экстрасенсов» правила изменились. Каждый герой испытания (в том числе и ведущий) отдаёт голос тому «экстрасенсу», которого он считает лучшим или худшим. Но иногда бывают случаи, когда герой испытания может выбрать сразу двух «экстрасенсов». Ещё один случай, когда все участники испытания принимают общее решение. Если в чёрном конверте находится 2 и более фотографий, то будет дуэль (небольшое испытание), в котором решается кто уйдёт, а кто останется (не исключено, что оба дуэлянта могут оба проиграть или оба выиграть). В 24-м сезоне правила снова изменились. Теперь «экстрасенс», попавший в чёрный конверт, может выбрать себе дуэлянта и сразиться с ним в дуэли, которая теперь не решает кто останется, а показывает навыки и работу дуэлянтов. А решают телезрители. Они могут оставить одного из дуэлянтов или оставить обоих.
Формально также финал предусматривает наличие только троих участников, однако в некоторых сезонах «Битвы экстрасенсов» в финале участвовало 4 «экстрасенса», при чём регламент не предусматривает определённое максимальное число раундов до финала.

## Ведущие

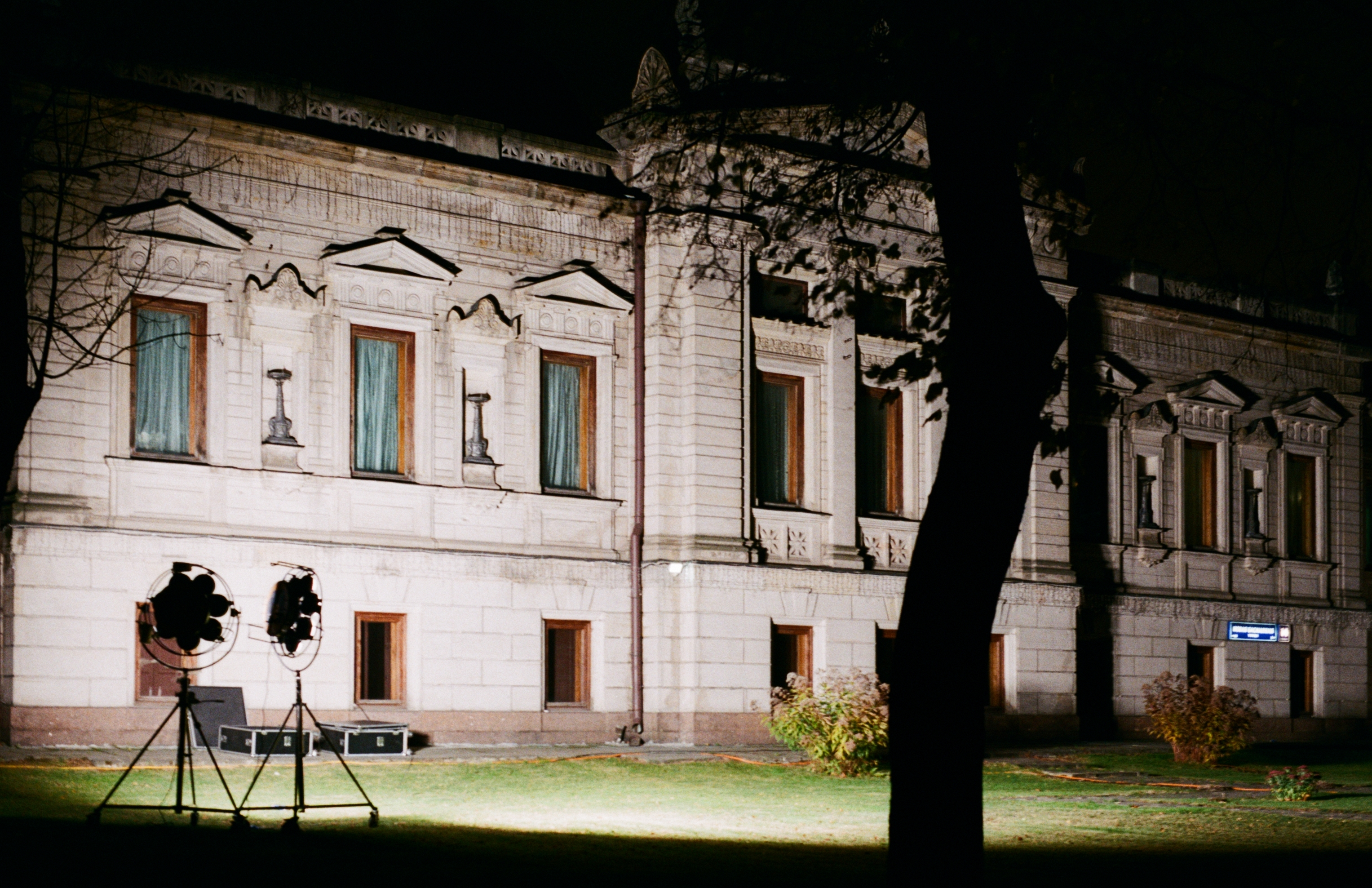
Дом Стахеева на Новой Басманной в Москве, где снимается передача

- Михаил Пореченков — ведущий «Битвы экстрасенсов» с 1 по 7 сезон.
- Марат Башаров — ведущий «Битвы экстрасенсов» с 8 сезона по настоящее время.
- Михаил Виноградов † — бывший постоянный «эксперт» (умер в 2021 году).
- Александр Макаров — бывший постоянный «эксперт» с 9 по 19 сезон.
- Братья Сафроновы — бывшие «эксперты» с 1 по 21 сезон.
  - Сергей Сафронов — бывший постоянный «эксперт» с 1 по 21 сезон.
- Вера Сотникова — постоянный «эксперт» с 3 сезона по настоящее время.
- Елена Валюшкина — бывший постоянный «эксперт» с 13 по 15 сезон.
- Илья Ларионов — постоянный «эксперт» с 22 сезона по настоящее время.
- Андрей Кислицин — постоянный «эксперт» с 23 сезона («Новая битва экстрасенсов» 1 сезон) по настоящее время.

## Сезоны
| Сезон | Начало сезона | Финалы     | Победитель          | Победитель | Финалисты          | Финалисты | Финалисты           | Финалисты | Финалисты                                | Финалисты                                | Ведущий           | Кол-во участников | Ист.   |
| Сезон | Начало сезона | Финалы     | Победитель          | Победитель | 2 место            | 2 место   | 3 место             | 3 место   | 4 место                                  | 4 место                                  | Ведущий           | Кол-во участников | Ист.   |
| ----- | ------------- | ---------- | ------------------- | ---------- | ------------------ | --------- | ------------------- | --------- | ---------------------------------------- | ---------------------------------------- | ----------------- | ----------------- | ------ |
| 1     | 25.02.2007    | 22.04.2007 | Наталия Воротникова | 86,6 %     | Наталья Носачёва † | 7,6 %     | Пётр Соболев        | 5,8 %     | В 1—2 сезонах было только три финалиста  | В 1—2 сезонах было только три финалиста  | Михаил Пореченков | 9                 | [ 12 ] |
| 2     | 27.05.2007    | 15.07.2007 | Зулия Раджабова     | 38,1 %     | Леонид Коновалов   | 37,5 %    | Максим Воротников   | 24,4 %    | В 1—2 сезонах было только три финалиста  | В 1—2 сезонах было только три финалиста  | Михаил Пореченков | 8                 | [ 13 ] |
| 3     | 30.09.2007    | 16.12.2007 | Мехди Эбрагими Вафа | 53,8 %     | Алексей Фад †      | 32,1 %    | Сулу Искандер       | 12,7 %    | Виктория Железнова                       | 1,4 %                                    | Михаил Пореченков | 10                | [ 14 ] |
| 4     | 10.02.2008    | 13.04.2008 | Турсуной Закирова † | 73 %       | Роман Фад          | 14 %      | Аза Петренко        | 12 %      | В 4—10 сезонах было только три финалиста | В 4—10 сезонах было только три финалиста | Михаил Пореченков | 9                 | [ 15 ] |
| 5     | 11.05.2008    | 20.07.2008 | Лилия Хегай         | 77 %       | Ирик Садыков       | 22 %      | Юлия Соловьёва      | 1 %       | В 4—10 сезонах было только три финалиста | В 4—10 сезонах было только три финалиста | Михаил Пореченков | 10                | [ 16 ] |
| 6     | 28.09.2008    | 21.12.2008 | Александр Литвин    | 62 %       | Зираддин Рзаев     | 34 %      | Кажетта Ахметжанова | 4 %       | В 4—10 сезонах было только три финалиста | В 4—10 сезонах было только три финалиста | Михаил Пореченков | 10                | [ 17 ] |
| 7     | 19.04.2009    | 12.07.2009 | Алексей Похабов     | 64 %       | Илона Новосёлова † | 35 %      | Бахыт Жуматова      | 1 %       | В 4—10 сезонах было только три финалиста | В 4—10 сезонах было только три финалиста | Михаил Пореченков | 9                 | [ 18 ] |
| 8     | 11.10.2009    | 27.12.2009 | Владимир Муранов    | 45 %       | Диларам Сапарова   | 44 %      | Галина Багирова     | 11 %      | В 4—10 сезонах было только три финалиста | В 4—10 сезонах было только три финалиста | Марат Башаров     | 9                 | [ 19 ] |
| 9     | 12.03.2010    | 04.06.2010 | Наталья Бантеева    | 78,6 %     | Нонна Хидирян      | 17,5 %    | Валентин Дивин †    | 3,9 %     | В 4—10 сезонах было только три финалиста | В 4—10 сезонах было только три финалиста | Марат Башаров     | 9                 | [ 20 ] |
| 10    | 24.09.2010    | 17.12.2010 | Мохсен Норузи       | 79 %       | Елена Люлякова     | 15 %      | Татьяна Караханова  | 6 %       | В 4—10 сезонах было только три финалиста | В 4—10 сезонах было только три финалиста | Марат Башаров     | 10                | [ 21 ] |
| 11    | 08.04.2011    | 01.07.2011 | Виталий Гиберт      | 91,4 %     | Виктория Суббота   | 5,8 %     | Влад Кадони         | 2 %       | Аника Сокольская                         | 0,8 %                                    | Марат Башаров     | 10                | [ 22 ] |
| 12    | 07.10.2011    | 30.12.2011 | Елена Ясевич †      | 50.8 %     | Анатолий Леденёв   | 44.4 %    | Виктория Комахина   | 4,8 %     | В 12 сезоне было только три финалиста    | В 12 сезоне было только три финалиста    | Марат Башаров     | 10                | [ 23 ] |
| 13    | 03.08.2012    | 28.12.2012 | Дмитрий Волхов      | 66,3 %     | Елена Голунова     | 25,3 %    | Вит Мано            | 5,5 %     | Фатима Хадуева                           | 2,9 %                                    | Марат Башаров     | 13                | [ 24 ] |
| 14    | 22.09.2013    | 29.12.2013 | Александр Шепс      | 88 %       | Мэрилин Керро      | 9,7 %     | Екатерина Рыжикова  | 1,7 %     | Данис Глинштейн                          | 0,6 %                                    | Марат Башаров     | 12                | [ 25 ] |
| 15    | 20.09.2014    | 27.12.2014 | Джулия Ванг         | 78,5 %     | Татьяна Ларина     | 19,9 %    | Екатерина Борисова  | 1,1 %     | Арсений Караджа                          | 0,5 %                                    | Марат Башаров     | 12                | [ 26 ] |
| 16    | 19.09.2015    | 26.12.2015 | Виктория Райдос     | 50,8 %     | Мэрилин Керро      | 47,4 %    | Николь Кузнецова    | 1,8 %     | В 16 сезоне было только три финалиста    | В 16 сезоне было только три финалиста    | Марат Башаров     | 11                | [ 27 ] |
| 17    | 03.09.2016    | 24.12.2016 | Свами Даши          | 53,5 %     | Мэрилин Керро      | 36,3 %    | Надежда Шевченко    | 5,7 %     | Дария Воскобоева †                       | 4,5 %                                    | Марат Башаров     | 13                | [ 28 ] |
| 18    | 23.09.2017    | 23.12.2017 | Константин Гецати   | 53 %       | Соня Егорова       | 21 %      | Александр Кинжинов  | 17 %      | Жан и Дана Алибековы                     | 9 %                                      | Марат Башаров     | 12                | [ 29 ] |
| 19    | 22.09.2018    | 22.12.2018 | Тимофей Руденко     | 45,1 %     | Аида Грифаль       | 27,9 %    | Григорий Кузнецов   | 27 %      | В 19 сезоне было только три финалиста    | В 19 сезоне было только три финалиста    | Марат Башаров     | 12                | [ 30 ] |
| 20    | 28.09.2019    | 28.12.2019 | Дмитрий Матвеев     | 33,5 %     | Мариам Циминтия    | 32,5 %    | Вилма Генрих        | 18,5 %    | Ирина Игнатенко                          | 15,5 %                                   | Марат Башаров     | 13                | [ 31 ] |
| 21    | 26.09.2020    | 26.12.2020 | Олег Шепс           | 82,7 %     | Марьяна Романова   | 8,7 %     | Максим Рапопорт     | 4,4 %     | Максим Фёдоров                           | 4,1 %                                    | Марат Башаров     | 12                | [ 32 ] |
| 22    | 25.09.2021    | 25.12.2021 | Максим Левин        | 45,5 %     | Влад Череватый     | 31,5 %    | Ольга Якубович      | 16 %      | Линда Хевард-Миллс                       | 7 %                                      | Марат Башаров     | 12                | [ 33 ] |
| 23    | 10.09.2022    | 24.12.2022 | Влад Череватый      | 59,4 %     | Лина Джебисашвили  | 24,4 %    | Ангелина Изосимова  | 16,2 %    | В 23 сезоне было только три финалиста    | В 23 сезоне было только три финалиста    | Марат Башаров     | 12                | [ 34 ] |
| 24    | 23.03.2024    | 22.06.2024 | Артём Краснов       | 60,4 %     | Максим Левин       | 15,2 %    | Лиза Петрова        | 13,7 %    | Александр Саков                          | 10,7 %                                   | Марат Башаров     | 13                | [ 35 ] |
| 25    | 2025          | 2025       | ТВА                 | ТВА        | ТВА                | ТВА       | ТВА                 | ТВА       | ТВА                                      | ТВА                                      | Марат Башаров     | ТВА               | ТВА    |

## Критика

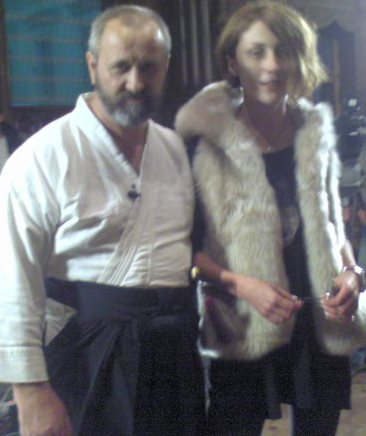
Продюсер Мария Шайкевич и участник 8-го сезона Валекс Буяк

### Обвинения в постановочном характере шоу
Создателей и участников программы часто обвиняют в художественном характере шоу. Многочисленные источники указывают на то, что шоу имеет постановочный характер с заранее прописанными сценариями. Некоторые участники критикуют программу за использование монтажа и «слив» информации «экстрасенсам» от снимающих, а также и за покупку информации о заданиях «на стороне». Участники в заданиях для экстрасенсов рассказывают, что их перед испытанием подробно расспрашивают, и потом эту информацию озвучивают экстрасенсы.
Разоблачение проекта «Битва экстрасенсов» представлено в документальном фильме Бориса Соболева «Идущие к чёрту». В фильме демонстрируется целый ряд независимых проверок участников шоу. Так, Наталье Бантеевой (победительнице 9-го сезона) было предложено узнать судьбу человека по фотографии (на которой был изображён молодой Че Гевара), а Зираддину Рзаеву (финалисту 6-го сезона), Роману Фаду (4-й сезон) и Анатолию Леденёву (12-й сезон) нужно было «считать» информацию с обычной машины, взятой в прокат. В результате проверок все «экстрасенсы» были уличены в обмане. Соболев утверждает, что победители и финалисты не обладают никакими сверхъестественными способностями: «Да, никто из них не смог ничего. Полный ноль! За два года работы над фильмом мы провели сотни перепроверок этих людей. Их способностей не существует». Также в фильме показано интервью с бывшим редактором шоу Олегом Лоскутовым, который утверждает, что все участники получали подсказки за деньги. После выхода фильма с разоблачением создатели шоу перестали выходить на связь и не смогли предоставить каких-либо опровержений. Один из разоблачённых в фильме «экстрасенсов» Алексей Варцаба (Намтар Энзигаль, участник 16 сезона) подал иск о защите чести, достоинства и деловой репутации, однако Савёловским районным судом иск был отклонён. Зираддин Рзаев также обратился в суд и даже добился частичного удовлетворения требований, однако позднее Мосгорсуд полностью отменил это решение, отказав таким образом «экстрасенсу» в иске о защите чести и деловой репутации. В результате ни один из подвергшихся проверке «экстрасенсов» не смог опровергнуть своё разоблачение.
Ряд разоблачений шоу представлен на youtube-канале Михаила Лидина. На примере победителя 18-го сезона Константина Гецати показывается, как перед съёмками редакторы «Битва экстрасенсов» подробно расспрашивают обратившихся за помощью людей об их жизненных обстоятельствах, после чего эти сведения сливаются «экстрасенсам». В расследовании «Экстрасенсгейт» рассказывается о том, как передавалась информация победительнице 1-го сезона Наталье Воротниковой. По словам Михаила Лидина, канал, на котором выходит «Битва экстрасенсов», безуспешно пытался удалить ролики с разоблачениями.

### Со стороны научного сообщества
Члены Комиссии по борьбе с лженаукой критически относятся к шоу. Кандидат биологических наук Александр Панчин утверждает, что «проверки», демонстрирующиеся в программе, организованы некорректно и с точки зрения науки не имеют никакого веса. Член-корреспондент РАН, доктор психологических наук Андрей Юревич в бюллетене Комиссии «В защиту науки» также отмечает несостоятельность методов диагностики экстрасенсорных способностей участников и называет использующийся в передаче подход «воинствующей некомпетентностью». Председатель Комиссии, академик РАН Евгений Александров в интервью охарактеризовал шоу как «чудовищное по степени одурачивания зрителя». Также в одной из статей он отметил, что подобные передачи на телевидении не только способствуют развитию средневекового сознания у масс, но и отравляют управляющий эшелон общества. Академик РАН Эдуард Кругляков отрицает способность «экстрасенсов» успешно расследовать преступления и обвиняет «эксперта» передачи Виноградова в обмане зрителей и преднамеренной лжи. Президент РАН Александр Сергеев охарактеризовал шоу и другие подобные передачи как «антинаучную чушь».
В феврале 2017 года программа получила антипремию от министерства образования и науки РФ за популяризацию лженауки.
В 2019 году принимавший участие в передаче в роли эксперта психиатр Михаил Виноградов вошёл в топ-10 кандидатов на премию «Почётный академик ВРАЛ».

### Признания участников
Бывший ведущий проекта Михаил Пореченков в интервью заявил, что программа является самым обычным шоу, и ни о какой мистике речи не идёт. Он также рассказал, что шоу строится по сценарию, а всё что в нём происходит — это актёрская игра. Кроме того, по словам Пореченкова, ни один из «экстрасенсов» не выдержал его проверки. В другом интервью бывший ведущий напрямую назвал экстрасенсов жуликами.
Победитель 7-го сезона Алексей Похабов в интервью признался, что не обладает экстрасенсорными способностями, а финальное испытание им было полностью провалено. Свою победу он объясняет подсказками сотрудников шоу и монтажом, когда оставляются только правильные ответы. Кроме того, Алексей вообще не допускает само существование явления экстрасенсорики. Веру в магический дар он объясняет шизотипическим расстройством. Впоследствии Алексей Похабов стал новым ведущим телепроекта «Антимагия» на телеканале «Че» вместо Павла Симановича, о чём сам телеканал объявил в октябре 2024 года. 3 марта 2025 года состоялась премьера третьего сезона телепроекта «Антимагия» с Алексеем Похабовым в роли ведущего.

### Независимые проверки
Некоторые участники шоу по своей инициативе пытались получить премию имени Гарри Гудини. Например, одной соискательнице экспертный совет Премии предложил назвать хозяев закрытых и заклеенных скотчем паспортов, двум другим — определить по фотографиям обстоятельства смерти человека. В результате проверок ни один из заявителей не дал ни одного правильного ответа.

### Обвинения участников в мошенничестве
В СМИ часто фигурируют сообщения людей о мошенничестве со стороны «экстрасенсов», участвовавших в программе. Люди, встречаясь с официальными представителями экстрасенсов, отдают большие суммы денег для оказания «магических услуг», однако потом не могут добиться их возврата. Официально участники и организаторы программы заявляют, что на шоу действительно приходят самозванцы и мошенники, которых к концу передачи удаётся изгнать, но те не сворачивают свою деятельность вне шоу: более того, некоторые из них занимаются мошенничеством и в сферах, не связанных с магическими услугами. Участник 9 сезона Юрий Оленин стал фигурантом уголовного дела о мошенничестве и был осуждён на 3 года колонии общего режима. Участник 15 сезона Арсений Караджев был признан виновным в хранении наркотиков в особо крупном размере и попытке кражи, осуждён на 3 года условно. Победитель 22 сезона Максим Левин (Николаев) участвовал в передаче, уже находясь в федеральном розыске, был арестован сразу после окончания сезона и осуждён за мошенничество на 3 года. На финалистку 10 сезона Татьяну Караханову трижды заводились дела о мошенничестве, в 2022 был вынесен обвинительный приговор.
Неоднократно высказывалось мнение, что целью шоу является «раскрутка» экстрасенсов, участвующих в программе. У некоторых победителей есть свои сайты, где присутствуют данные для записи на приём, а некоторые из победителей занимаются предпринимательством (продажей различных амулетов и сувениров). Валекс Буяк, один из участников 8-го сезона программы, в своём «Живом журнале» отмечает конкуренцию различных «центров» за участие в «Битве».
В ноябре 2020 стало известно об увольнении за взятки одного из «скептиков» проекта Сергея Сафронова. Это случилось после того, как одна из претенденток на участие в шоу опубликовала записи своих телефонных переговоров с Сафроновым. Там он признаётся, что почти вся съёмочная группа считает, что экстрасенсов не существует. Также выложены записи, в которых называется стоимость прохождения очередного испытания.
В декабре 2020 Следственный комитет России организовал проверку видео, на котором финалистка 20 сезона Ирина Игнатенко с применением насилия проводила обряд «изгнания бесов» над плачущим ребёнком.
Одним из примеров обмана «экстрасенсами» стал случай с блогером Полиной Масленниковой. Она обратилась за консультацией к победителю 21 сезона Олегу Шепсу. Полина выяснила, что все сообщённые ей во время консультации верные факты «экстрасенс» почерпнул из приложения GetContact.

## Спин-оффы

### «Экстрасенсы ведут расследование»
В рамках шоу, финалисты и победители разных сезонов «Битвы экстрасенсов» якобы помогают правоохранителям раскрыть дела, в которых они оказались бессильны. В «Расследованиях» принимали участие Илона Новосёлова, Елена Голунова, Лилия Хегай, Зулия Раджабова, Леонид Коновалов, Аза Петренко, Кажетта Ахметжанова, Николь Кузнецова, Виктория Райдос, Мэрилин Керро, Алексей Похабов, Александр Шепс, Зирраддин Рзаев, Александр Литвин, Елена Ясевич и другие.
| Сезон | Сезон | Выпуски | Период показа   | Период показа |
| Сезон | Сезон | Выпуски | Премьера сезона | Финал сезона  |
| ----- | ----- | ------- | --------------- | ------------- |
|       | 1     | 42      | 2011            | 2012          |
|       | 2     | 14      | 2012            | 2013          |
|       | 3     | 10      | 2013            | 2014          |
|       | 4     | 15      | 2014            | 2015          |
|       | 5     | 14      | 2015            | 2016          |
|       | 6     | 33      | 2016            | 2017          |

### «Школа экстрасенсов»
В конце 2018 года начались кастинги для проекта «Школа экстрасенсов», которые проводились в Москве и 11 других городах России до января 2019 года. После тестирования из более чем 15 тысяч участников, около 2 тысяч прошли кастинг. Однако лишь 50 человек были допущены до «вступительных экзаменов», которые в свою очередь сдали только 12 участников.
В новом проекте Свами Даши и Константин Гецати, победители соответственно 17 и 18 сезонов «Битвы экстрасенсов», выступили наставниками для своих учеников, чтобы помочь тем «развить дары и контролировать непредсказуемую энергию». Ведущим шоу стал иллюзионист Сергей Сафронов. «Школу экстрасенсов» с золотой медалью в итоге закончила Вилма Генрих, которая получила путёвку в 20 сезон «Битвы экстрасенсов» без отбора.

### «ЭКСТРА Такси»
Победитель «Битвы экстрасенсов» Влад Череватый сел за руль городского такси и подвозит случайных пассажиров. За время короткой поездки он расскажет о них то, что повергнет в шок и их самих, и зрителей.
| Сезон | Выпуски | Премьера сезона | Финал сезона    |
| ----- | ------- | --------------- | --------------- |
| 1     | 21      | 25 августа 2023 | 29 декабря 2023 |
| 2     | 20      | 6 августа 2024  | 24 декабря 2024 |

### «Экстрасенсы. Битва сильнейших»
| Сезон | Выпуски | Премьера сезона | Финал сезона    | Победитель                 | Победитель  | Финалисты | Финалисты | Финалисты       | Финалисты | Финалисты       | Финалисты | Ведущий       | Кол-во участников |
| Сезон | Выпуски | Премьера сезона | Финал сезона    | Победитель                 | Победитель  | 2 место   | 2 место   | 3 место         | 3 место   | 4 место         | 4 место   | Ведущий       | Кол-во участников |
| ----- | ------- | --------------- | --------------- | -------------------------- | ----------- | --------- | --------- | --------------- | --------- | --------------- | --------- | ------------- | ----------------- |
| 1     | 29      | 1 апреля 2023   | 23 декабря 2023 | Влад Череватый и Олег Шепс | 36 % и 33 % | ❌        | ❌        | Виктория Райдос | 21 %      | Дмитрий Матвеев | 10 %      | Марат Башаров | 9                 |
| 2     | TBA     | 18 января 2025  | TBA             | TBA                        | TBA         | ТВА       | ТВА       | TBA             | TBA       | TBA             | ТВА       | Марат Башаров | 10                |

### Список сезонов

#### 1 сезон (апрель 2023 года)
Каждую субботу, начиная с 1 апреля 2023 года, в эфире ТНТ выходит новое шоу «Экстрасенсы. Битва сильнейших», в котором за звание лучшего экстрасенса в борьбу вступили девять участников: победители 14 и 21 сезонов «Битвы экстрасенсов» соответственно Александр и Олег Шепсы, победитель 20 сезона Дмитрий Матвеев, победитель 23 сезона Влад Череватый, победитель 18 сезона Константин Гецати, финалистка 23 сезона Лина Джебисашвили, победительница 16 сезона Виктория Райдос, финалистка 21 сезона Марьяна Романова и финалистка 17 сезона Надежда Шевченко. Впоследствии руководство телеканала приняло решение продлить «Битву сильнейших» из-за высоких рейтингов шоу, которое должно было завершиться 27 мая. В результате трансляция продолжилась до 17 июня, а затем после летних каникул — со 2 сентября по 23 декабря. Победителем становится Влад Череватый, впоследствии разделивший место с Олегом Шепсом. Таким образом, победителями 1 сезона являются Влад Череватый и Олег Шепс.

#### 2 сезон (январь 2025 года)
Каждую субботу, начиная с 18 января 2025 года, в эфире ТНТ выходит второй сезон шоу «Экстрасенсы. Битва сильнейших», в котором за звание лучшего экстрасенса в борьбу вступили девять участников: победители 14 и 21 сезонов «Битвы экстрасенсов» соответственно Александр и Олег Шепсы, победитель 23 сезона «Битвы экстрасенсов» и 1 сезона «Битва сильнейших» Влад Череватый, победительница 16 сезона Виктория Райдос, победитель 22 сезона Максим Левин, победитель 24 сезона Артём Краснов, победительницы 1 и 2 сезона «Экстрасенсы. Реванш» Соня Егорова и Ангелина Изосимова соответственно и победительница зрительского голосования 2 сезона «Экстрасенсы. Реванш», финалистка 22 сезона Ольга Якубович. В 11 выпуске Соня Егорова покинула проект по собственному желанию, её место занял полуфиналист 19 сезона «Битвы экстрасенсов» и участник 1 и 2 сезона шоу «Экстрасенсы. Реванш» Юлий Котов.

### «Экстрасенсы. Реванш»
| Сезон | Премьера сезона | Финал сезона    | Победитель         | 2 место          | 3 место            | Кол-во участников | Ведущий       | Жюри          | Жюри           | Жюри            | Жюри                |
| Сезон | Премьера сезона | Финал сезона    | Победитель         | 2 место          | 3 место            | Кол-во участников | Ведущий       | 1             | 2              | 3               | 4                   |
| ----- | --------------- | --------------- | ------------------ | ---------------- | ------------------ | ----------------- | ------------- | ------------- | -------------- | --------------- | ------------------- |
| 1     | 13 января 2024  | 16 марта 2024   | Соня Егорова       | Николь Кузнецова | Ангелина Изосимова | 17                | Марат Башаров | Илья Ларионов | Вера Сотникова | Виктория Райдос | Александр Шепс      |
| 2     | 7 сентября 2024 | 28 декабря 2024 | Ангелина Изосимова | Ольга Якубович   | Александр Саков    | 18                | Марат Башаров | Илья Ларионов | Вера Сотникова | Олег Шепс       | Владислав Череватый |

#### 1 сезон (январь 2024 года)
13 января 2024 года на ТНТ стартовал проект «Экстрасенсы. Реванш». Участникам прошлых сезонов «Битвы экстрасенсов» необходимо было пройти задания, после чего их оценивало жюри, состоящее из победителя 14 сезона «Битвы экстрасенсов» Александра Шепса, победительницы 16 сезона Виктории Райдос, а также ведущих Ильи Ларионова и Веры Сотниковой. В проекте приняли участие 17 человек, из которых до финала дошли только трое. Новое шоу транслировалось каждую субботу до 16 марта, когда стало известно имя победительницы, которой стала финалистка 18 сезона «Битвы экстрасенсов» Соня Егорова. Победа в «Реванше» обеспечила ей участие во втором сезоне шоу «Экстрасенсы. Битва сильнейших». Второе место заняла Николь Кузнецова, которая получила право участвовать в 24 сезоне «Новой битвы экстрасенсов» без отборочных испытаний.

#### 2 сезон (сентябрь 2024 года)
7 сентября 2024 года вышел 2 сезон «Экстрасенсы. Реванш». Участникам прошлых сезонов «Битвы экстрасенсов» необходимо было пройти задания, после чего их оценивало жюри, состоящее из победителя 21 сезона «Битвы экстрасенсов» Олега Шепса, победителя 23 сезона Влада Череватого, а также ведущих Ильи Ларионова и Веры Сотниковой. Победительницей стала Ангелина Изосимова, победа в Реванше обеспечила ей участие во втором сезоне проекта «Экстрасенсы. Битва сильнейших».